# American Mathematical Monthly

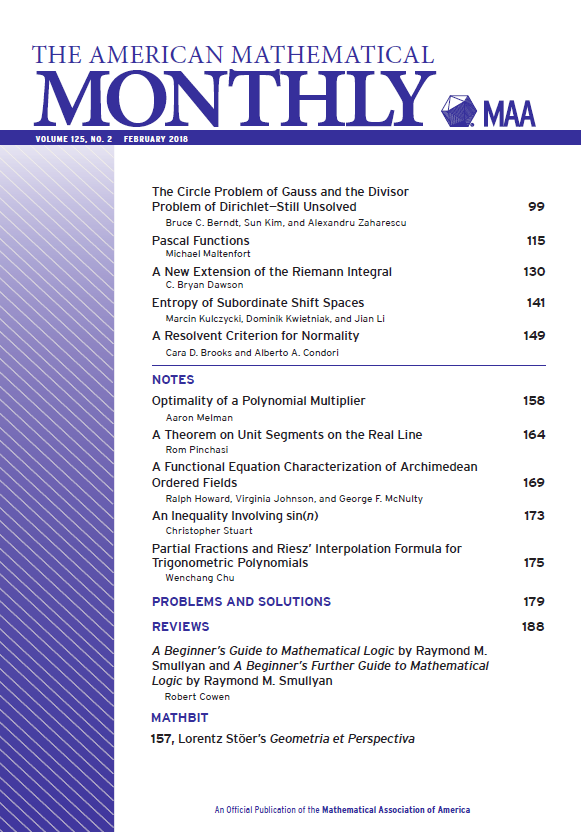
The American Mathematical Monthly, revista científica de matemática

O The American Mathematical Monthly (ISSN 0002-9890) é um periódico científico de matemática fundado por Benjamin Finkel, em 1894. É publicado mensalmente pela Mathematical Association of America, dos Estados Unidos, em parceria com o grupo Taylor & Francis, do Reino Unido. O American Mathematical Monthly é a revista de matemática mais amplamente lida no mundo, de acordo com registros no JSTOR.
O American Mathematical Monthly, além de publicar novos resultados na fronteira da pesquisa matemática, também tem um papel expositório. Os artigos são selecionados com base em seu amplo espectro de interesse e revisados e editados para obterem qualidade de exposição bem como conteúdos de alto teor técnico. Neste aspecto o American Mathematical Monthly cumpre um papel diferente dos típicos jornais de pesquisa matemática.
Desde 1997 está disponível online na página da Mathematical Association of America. A MAA concede anualmente o Prêmio Lester R. Ford para autores de artigos que foram publicados no American Mathematical Monthly.